# Pick-up (cinema)
Pick-up é um termo em inglês que equivale a "pequenas re-filmagens" no mundo do cinema. É quando filmam novamente relativamente menor uma cena que fora filmada em uma tomada anterior. Isto ocorre geralmente em gravações que possuem jogo de cena, onde a continuidade fica drasticamente comprometida no momento da edição do filme — em que consiste o estágio de pós-produção.
O termo foi criado para substituir "re-filmagem", que tem uma conotação negativa, que há algo errado. A palavra se tornou bastante amigável aos diretores e produtores no momento de explicar o porquê de uma produção estaria retornando a fase de filmagens, enquanto a mesma deveria estar no processo de edição. Erros de continuação, diretor optando por gravar em takes ou ângulos diferentes, bem como até mesmo inserção de apenas alguma fala do personagem pensada depois, são motivos comuns para a gravação de um pick-up.